# Rožički Vrh
Rožički Vrh – wieś w Słowenii, w gminie Sveti Jurij ob Ščavnici. 1 stycznia 2018 liczyła 236 mieszkańców.